# 高知医療生活協同組合
高知医療生活協同組合（こうちいりょうせいかつきょうどうくみあい）は、高知県高知市口細山に本部を置く医療生協。
全日本民主医療機関連合会（民医連）加盟法人

## 組合員数・出資金
- 組合員数：52,556人（2021年4月30日現在）[2]
- 出資金：9億5,940万8,500円（2021年4月30日現在）[2]

## 高知生協病院
本法人の拠点病院
詳細は「高知生協病院」

## 医科診療所
- 旭診療所（高知県高知市旭上町32）
  - 標榜診療科：内科,消化器内科,呼吸器内科,循環器内科,外科,小児科[3]
- 潮江診療所（高知県高知市高見町363-1）
  - 標榜診療科：内科,呼吸器科,消化器内科[3]
- 四万十診療所（高知県四万十市具同2882-1）
  - 標榜診療科：内科,消化器内科,呼吸器内科,循環器内科[3]
- すさき診療所（高知県須崎市東古市町3-4）
  - 標榜診療科：内科,呼吸器科,消化器科,循環器科,リハビリテーション科[3]

## 介護事業所
- 生協介護の窓口（高知県高知市口細山206-9）- 居宅介護支援事業所